# Neotanais krappschickelae
Neotanais krappschickelae is een naaldkreeftjessoort uit de familie van de Neotanaidae. De wetenschappelijke naam van de soort is voor het eerst geldig gepubliceerd in 2003 door Larsen & Blazewicz-Paszkowycz.